# Constantin Rodenbach
Constantin-François Rodenbach (1791 - 5 décembre 1846 à Athènes) est un médecin, écrivain et homme politique belge.
Il est le grand-père du poète symboliste Georges Rodenbach, l'auteur de Bruges-la-Morte.

## Biographie
Il fut le Vénérable de la seule Loge brugeoise sous le régime des Pays-Bas, La Réunion des Amis du Nord,.
Après avoir soutenu sa thèse devant la Faculté de Médecine de Paris et brillamment servi dans la Garde d’Honneur de l’Empereur sous les ordres du baron Larrey (1766-1842), le chirurgien en chef des services médicaux de la Grande Armée, vient s'établir à Bruges, Biskaijersplein, 6.
Comme médecin légiste, professeur de l'École de médecine et responsable de l’hôpital Saint-Jean, ainsi que de plusieurs maisons-dieu, il fait partie des notables d’une ville où tout le monde se connaît. Constantin s’y révèle un fin lettré épris de culture française et un admirateur de Napoléon.
En 1821, il épouse Louise Wieland, une descendante collatérale de Christoph Martin Wieland (1733-1813), surnommé « le Voltaire allemand »[réf. souhaitée], traducteur de Shakespeare et auteur de l’Oberon, dont est tiré le dernier opéra de Carl Maria von Weber (1786-1826).
Le 9 juillet 1829, il organise le « Banquet des Infâmes » en opposition au roi des Pays-Bas et à son système de gouvernement.
Il prend une part active à la révolution belge de 1830. Selon un manuscrit authentique, il écrit avec Jenneval la seconde version, à la fois anti-orangiste et républicaine (« L'Arbre de la Liberté » fait office de leitmotiv), de La Brabançonne. C'est lui qui propose d'exclure à vie les Orange-Nassau du trône de Belgique.
Il siège longtemps comme député au Parlement belge (Congrès national de 1830)
Le couple Rodenbach entretient des contacts suivis avec Charles Nodier, Victor Hugo et Alexandre Dumas.
Ce dernier l'évoque dans Excursions en Belgique et Sur les bords du Rhin. Pour le compte du jeune État indépendant, il poursuit une brillante carrière de diplomate jusqu'à sa mort inopinée à Athènes où il est inhumé face à l'Acropole. Sous son influence, La Réunion des Amis du Nord avait soutenu financièrement les indépendantistes grecs.

## Œuvres
- Épisodes de la révolution dans les Flandres, 1829, 1830, 1831, Louis Hauman éditeurs, Bruxelles, 1833